# Woodchurch
Woodchurch är en ort och civil parish i grevskapet Kent i sydöstra England. Orten ligger i distriktet Ashford, cirka 10,5 kilometer sydväst om Ashford och cirka 6 kilometer öster om Tenterden. Tätorten (built-up area) hade 1 197 invånare vid folkräkningen år 2021.